# Fokker F.25
De Fokker F.25 Promotor was een vierpersoons zakenvliegtuig met een duwschroef en twee staartbomen dat in een kleine serie werd gebouwd door de Nederlandse vliegtuigbouwer Fokker. Het toestel werd nagenoeg exclusief ontworpen voor de Frits Diepen Vliegtuigen N.V. en vertoonde veel gelijkenis met het Difoga 421-vliegtuig dat in het geheim in de Tweede Wereldoorlog was ontwikkeld.
Dit eerste naoorlogse model van Fokker maakte zijn eerste vlucht op 20 oktober 1946. Tijdens de proefvluchten werd de berekende snelheid niet gehaald omdat de romp meer luchtweerstand bood dan verwacht. De romp werd daarop verlengd, maar dit bracht weer andere problemen met zich mee. De propelleras moest nu ook worden verlengd, maar door de trilling van de verlengde as raakten nu de aslagers defect.
De toekomst voor de F.25 zag er niet goed uit. Niet alleen wegens deze technische problemen, maar ook omdat er veel aanbod was van soortgelijke vliegtuigen, nu in Amerika duizenden oorlogsvliegtuigen werden omgebouwd voor privé/zakelijk gebruik.
Fokker werkte tegelijkertijd aan de S.11. Uiteindelijk werd het project voor de F.25 in 1949 stopgezet. De 21ste F.25 was toen in aanbouw. Alle F.25's zijn in 1949–1950 gesloopt.